# Salins-les-Thermes
Salins-les-Thermes és un antic municipi francès i municipi delegat situat al departament de la Savoia i a la regió d'Alvèrnia-Roine-Alps. L'any 2018 tenia 886 habitants. El 1r de gener de 2016 va fusionar amb Fontaine-le-Puits. La nova entitat va prendre el nom de Salins-Fontaine.

## Demografia
El 2007 tenia 950 habitants. Hi havia 556 habitatges, 452 habitatges principals, 67 segones residències i 37 desocupats. 224 eren cases i 269 eren apartaments.

## Economia
El 2007 la població en edat de treballar era de 609 persones, 470 eren actives i 139 eren inactives. El 2009 hi havia una escola elemental.